# ابن أبي الدنيا الطرابلسي
عبد الحميد ابن أبي البركات بن عمران بن أبي الدنيا أبو محمد الصدفي الطرابلسي قاض من علماء المالكية في طرابلس ليبيا وعالم محدث وفقيه ولد ونشأ في طرابلس وانتقل إلى تونس وبها ولي القضاء والخطابة بالجامع الأعظم وتوفي فيها ومن كتبه : حل الالتباس في الرد على بغاة القياس - مذكي الفؤاد في الحض على الجهاد
كتاب أعلام ليبيا - الشيخ الطاهر الزاوي

## وصلات خارجية
1. موقع المحجة [وصلة مكسورة]